# Mark Johnston
Mark Johnston (St. Catharines, 31 agosto 1979) è un ex nuotatore canadese.
Specializzato nello stile libero ha partecipato a due edizioni olimpiche: Sydney 2000 e Atene 2004.

## Palmarès
- Mondiali in vasca corta

Hong Kong 1999: bronzo nella 4x200m sl.
Mosca 2002: bronzo nei 200m sl.
- Giochi PanPacifici

Sydney 1999: bronzo nella 4x200m sl.
Yokohama 2002: bronzo nella 4x200m sl.
- Giochi del Commonwealth

Manchester 2002: argento nella 4x200m sl.
- Giochi panamericani

Winnipeg 1999: bronzo nei 200m sl e nella 4x200m sl.